# Olivier Chansou
Olivier Chansou, (n. 1965) es un servidor público francés. Desde el 27 de noviembre de 2017, es director general de la École nationale de l'aviation civile.

## Biografía
Graduado del ENAC (IENAC L85) y poseedor de un Master of Science en informática y paralelismo, comenzó su carrera en la Dirección General de Aviación Civil como Jefe del departamento de equipamiento integrado en el « STNA » (Servicio Técnico de Navegación Aérea) en París desde 1990 hasta 1995. Es diputado del departamento de equipos en tiempo real de 1995 a 1998, luego subjefe de la oficina del personal técnico de la « DSNA » (Dirección de Servicios de Navegación Aérea) de 1998 a 2002, y finalmente jefe del departamento de sistemas y métodos en la Dirección de Servicios de Navegación Aérea de 2002 a 2006.
Jefe del Control del tráfico aéreo de Burdeos (2006-2009) y Director Adjunto del personal de la DGAC (2009-2012), Olivier Chansou gestiona cuatro departamentos del DSNA Burdeos de 2012 a 2017.
El 27 de noviembre de 2017, es nombrado por el presidente francés Emmanuel Macron, CEO de ENAC, sucediendo a Marc Houalla.